# Arif Heralić
Arif Heralić (Zenica, 5 maggio 1922 – Zenica, 17 giugno 1971) è stato un operaio jugoslavo.

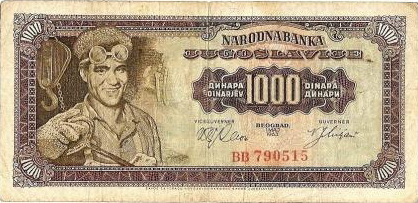
Fronte della banconota da 1000 dinari (serie del 1955) con il ritratto di Arif Heralić.

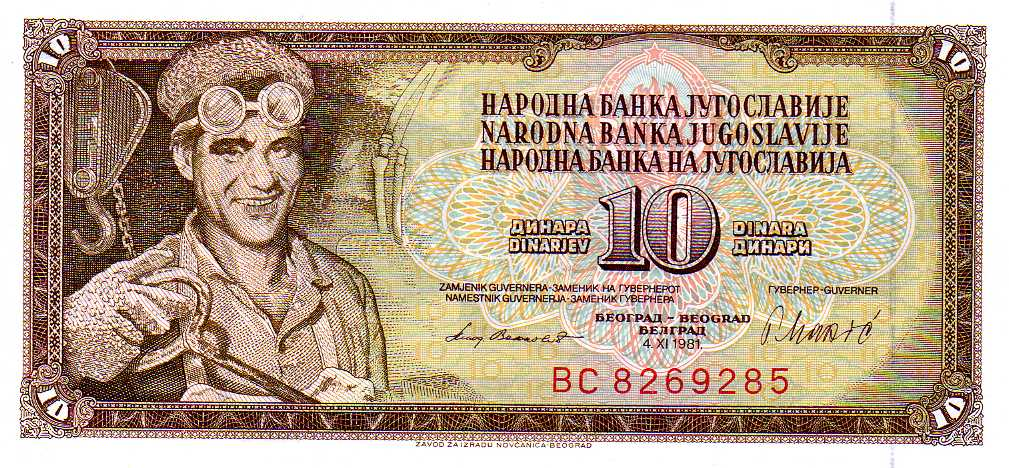
Il fronte della banconota da 10 dinari (serie del 1965) con la stessa immagine.

Lavorava nell'industria metalmeccanica presso un altoforno di Zenica, nel periodo della Repubblica Socialista Federale di Jugoslavia (1943-1992).
Il suo viso venne ritratto in una foto del 1954 da N. Bibic, fotografo del quotidiano Borba, a quel tempo organo ufficiale della Lega dei Comunisti di Jugoslavia. Tale foto è stata riprodotta sul fronte delle banconote jugoslave da 1000 dinari (serie del 1955 e 1963) e 10 (nuovi) dinari (serie del 1965, 1968 e più tardi).
Muore il 17 giugno 1971 a Zenica.